# 德川宗堯
德川宗堯（日语：／ Tokugawa Munetaka，1705年8月29日—1730年5月23日），常陸水戶藩的第四代藩主，水戶德川家第四代當主。父親是水戶支藩高松藩藩主松平賴豐，母親是湯淺氏，宗堯是長子，入贅水戶德川家。正室是德川吉孚的女兒美代姬，側室岡崎氏。官職是從三位左近衛權中將、參議。

## 生涯
寶永2年（1705年）7月11日出生，乳名是輕麻呂。正德元年（1711年），輕麻呂的父親的伯父，水戶藩藩主德川綱條將孫女美代姬許配給輕麻呂，輕麻呂成為綱條的婿養子，乳名改為鶴千代。享保元年（1716年）將軍德川吉宗賜予「宗」一字，改名為宗堯。宗堯少年時代是個英明傑出的人物，享保3年（1718年）綱條去世，宗堯繼任成為藩主。
宗堯也十分的盡力重整藩中財政。不過，享保15年（1730年）4月7日宗堯以二十六歲的年齡早逝，改革因此以失敗結束。
傳說中宗堯是吃下有毒的饅頭而死，藩主之位由宗堯的兒子，年僅二歲的德川宗翰繼承。
宗堯是個極有才能的出色文人，甚至被稱讚為德川光圀再世。著有「成公文集」。
墓地:茨城縣常陸太田市瑞龍山。

## 家系
- 父親：松平賴豐
- 母親：湯淺氏

### 姊妹
- 清玉院
- 松平春姬
- 松平友姬
- 女子
- 女子

### 妻妾
- 正室：美代姬（德川氏，泰俊院、長松院）
- 側室：岡島氏

### 子
- 長子：德川宗翰
- 次子：松平賴順（實為長子，但由於是庶出子，故列為次子）

### 養女
- 養女：（從一位關白近衛內前室，實父松平賴豐）
- 養女：猗（陸奧國守山藩第三代藩主松平賴亮室，實父松平賴順）